# Ройченко, Александр Александрович
Александр Александрович Ройченко (9.10.1911, ныне Сумская область — 5.10.1943, Носовка, Черниговской области) — командир миномётной роты 1033-го стрелкового полка 280-й стрелковой дивизии 60-й армии Центрального фронта, старший лейтенант. Герой Советского Союза.

## Биография
Родился 9 октября 1911 года в селе Хотень, ныне посёлок городского типа Сумского района Сумской области, в семье крестьянина. Украинец. Окончил 7 классов и школу ФЗУ. Работал токарем на Сумском машиностроительном заводе имени М. В. Фрунзе.
Во Внутренних войсках ОГПУ СССР с октября 1933 года. Служил в 114-м отдельном дивизионе, в 37-м и в 56-м полках НКВД. В 1937 году окончил военное училище пограничной и внутренней службы имени К. Е. Ворошилова. Служил помощником начальника, с сентября 1938 года — начальником пограничной заставы на Дальнем Востоке. В 1942 году служил в 50-м резервном полку войск НКВД.
Участник Великой Отечественной войны с 1942 года. Воевал на Брянском и Центральном фронтах. Командир миномётной роты 1033-го стрелкового полка кандидат в члены ВКП)б) старший лейтенант Александр Ройченко в составе штурмовой группы 26 сентября 1943 года преодолел Днепр в районе села Страхолесье Чернобыльского района Киевской области Украины. Миномётчики способствовали стрелковым подразделениям в захвате плацдарма. 29 сентября участвовал в отражении двух контратак противника и в атаке по расширению плацдарма. Старший лейтенант А. А. Ройченко был ранен в бою и умер 5 октября 1943 года в госпитале в городе Носовка Черниговской области. Похоронен там же в братской могиле на кладбище на улице Княгини Ольги (ранее Гагарина).
Указом Президиума Верховного Совета СССР от 17 октября 1943 года за образцовое выполнение боевых заданий командования на фронте борьбы с немецко-фашистскими захватчиками и проявленные при этом мужество и героизм, старшему лейтенанту Ройченко Александру Александровичу присвоено звание Героя Советского Союза. Награждён орденом Ленина.
В ГПТУ № 2 в городе Сумы, в посёлке Хотень установлены бюсты Героя. На зданиях школ в посёлке Хотень и на здании цеха № 4 Сумского машиностроительного производственного объединения имени М. В. Фрунзе установлены мемориальные доски. Его именем названа улица в Носовке, а также носила имя пионерская дружина школы в родном селе. В музее боевой и трудовой славы Сумского машиностроительного производственного объединения имени М. В. Фрунзе, Сумском и Конотопском краеведческих музеях, в уголке боевой славы Хотеньской средней школы собраны материалы, повествующие о ратном пути и подвиге отважного офицера. В городе Сумы, в начале улицы имени Героев Сталинграда, создана аллея Славы, где представлены портреты 39 Героев Советского Союза, чья судьба связана с городом Сумы и Сумским районом, среди которых и портрет Героя Советского Союза А. А. Ройченко. Его имя выбито на памятном знаке «Пограничникам всех времён» в городе Сумы.